# Linux (jądro)

Wszechobecność jądra Linux

Jądro Linux (ang. Linux kernel) – jądro systemu Linux, jednego z uniksopodobnych systemów operacyjnych. Jest wolnym oprogramowaniem napisanym przez Linusa Torvaldsa w 1991 roku, a obecnie rozwijane przez wielu programistów z całego świata w ramach The Linux Foundation.
Początkowo Linux działał na platformie Intel 80386, później został przeniesiony także na wiele innych platform. Największa część kodu napisana jest w języku C, z pewnymi rozszerzeniami GCC, a pozostała część to wstawki w asemblerze.
Kod jądra Linux jest objęty licencją GNU General Public License, jest zatem oprogramowaniem FLOSS.

## Architektura
Jądro Linux jest w dużym stopniu zgodne ze standardami ANSI i POSIX, obsługuje wielozadaniowość, wielowątkowość, wielobieżność, pamięć wirtualną, biblioteki współdzielone, ładowanie na żądanie, współdzielony kod wykonywalny (ang. copy-on-write), dobre zarządzanie pamięcią i obsługę sieci TCP/IP. Jest ono jądrem monolitycznym z ładowalnymi modułami. Sterowniki urządzeń i rozszerzenia jądra zwykle pracują w trybie ring 0, z pełnym dostępem do sprzętu; nieliczne jednak działają w trybie użytkownika. W przeciwieństwie do typowych jąder monolitycznych, sterowniki urządzeń są zwykle kompilowane jako moduły, które można załadować i wyładować na działającym systemie. Podobnie, sterowniki mogą być wywłaszczone w określonych warunkach. Ta funkcja została dodana w celu poprawnej obsługi przerwań sprzętowych i systemów wieloprocesorowych.
Fakt, że Linux jest zbudowany na zasadzie jądra monolitycznego, a nie mikrojądra był powodem słynnej dyskusji między Linusem Torvaldsem a Andrew S. Tanenbaumem (autorem Miniksa) na grupie comp.os.minix w 1992 roku.

## Uruchamiane oprogramowanie
Linux potrafi uruchamiać programy w formatach a.out oraz ELF. Dzięki zaznaczeniu przy kompilacji opcji Kernel support for MISC binaries może również uruchamiać inne programy, np. napisane w Javie poprzez maszynę wirtualną albo przeznaczone dla MS-DOS lub MS Windows poprzez emulatory.

## Licencja
Początkowo Torvalds udostępnił Linuksa na licencji zabraniającej użycia komercyjnego. Szybko jednak została ona zmieniona na GPL (w wersji drugiej). Licencja zezwala na rozpowszechnianie i sprzedaż oryginalnych bądź zmodyfikowanych kopii jądra, ale wymaga zachowania tej licencji dla kolejnych kopii oraz udostępnienia kodu źródłowego.
Linus Torvalds określił wybór GPL jako licencji dla jądra Linux jako „najlepszą rzecz, jaką kiedykolwiek zrobiłem”.
Jedno z najczęstszych pytań dotyczących licencji GPL dla Linuksa dotyczy kwestii traktowania modułów jądra w prawie autorskim jako „dzieł pochodnych”, które w myśl licencji GPL powinny być objęte tą samą licencją. Torvalds przedstawił swoje zdanie, że programy które używają jedynie ograniczonego, „publicznego” zestawu interfejsów jądra nie muszą być „dziełami pochodnymi”, zezwalając na tworzenie niezgodnych z GPL, dostępnych jedynie w binarnej (wykonywalnej) formie sterowników i innych modułów. Nie wszyscy twórcy jądra zgadzają się z tą interpretacją, niemniej nawet sam Torvalds zaznacza, że wiele modułów należy uznać za dzieła pochodne. Uważa również, że „moduły są domyślnie dziełami pochodnymi”; ostatecznie wyjaśnienie tej kwestii może nastąpić na drodze prawnej.

## Kernel panic
W Linuksie pojęcie „Kernel panic” (pol. panika jądra lub popłoch jądra) oznacza nieodwracalny błąd systemowy wykryty przez jądro, w przeciwieństwie do podobnych błędów wykrytych w przestrzeni użytkownika. Istnieje możliwość wywołania tego błędu na żądanie za pomocą funkcji panic zdefiniowanej w pliku nagłówkowym sys/system.h. Niemniej, większość błędów jest efektem nieobsługiwanych w kodzie jądra wyjątków procesora, jak np. odwołania do nieprawidłowych adresów w pamięci. Zwykle oznaczają one błąd gdzieś w łańcuchu wywołań prowadzących do paniki.

## Historia
Jako datę powstania jądra przyjmuje się 25 sierpnia 1991 (22:57 UTC+2), czyli moment, w którym Linus Torvalds wysłał list na grupę dyskusyjną comp.os.minix rozpoczynający się słowami:
 „Właśnie piszę (wolny) system operacyjny (dla zabawy, nie będzie wielki i profesjonalny jak gnu) dla klonów AT 386(486)…”
Pierwsze efekty jego pracy można było zobaczyć już 5 października 1991, kiedy to opublikował swój kod, zaczynając wiadomość tak:
 „Czy tęsknicie za pięknymi czasami miniksa-1.1, kiedy mężczyźni byli mężczyznami i pisali swoje własne sterowniki? [...]”
W owym czasie projekt GNU stworzył wiele komponentów niezbędnych dla wolnego systemu operacyjnego, ale jądro GNU Hurd nie było gotowe. Z kolei projekt BSD jeszcze nie udostępnił swojego systemu operacyjnego z uwagi na problemy prawne. Dzięki temu pojawiła się luka, którą mogło zapełnić jądro Linux. Mimo ograniczonej funkcjonalności wczesnych wersji, projekt błyskawicznie przyciągnął pierwszych programistów i użytkowników. Początkowo rozwojem i dostarczaniem pomysłów zajmowali się hakerzy Miniksa; dzisiaj swój kod udostępnia tysiące programistów. W październiku 2008 długość kodu jądra Linux przekroczyła 10 mln wierszy.
Pierwotnie nazwa „Linux” dotyczyła tylko jądra. Termin „jądro” oznacza niskopoziomowe oprogramowanie systemowe, którego funkcją jest podstawowa obsługa sprzętu, dysków i systemu plików, wielozadaniowości, równoważenia obciążenia, sieci oraz zabezpieczeń. Jądro nie jest kompletnym systemem operacyjnym (w typowym rozumieniu tego pojęcia). Pełny system zbudowany z użyciem jądra Linux najczęściej nazywany jest systemem operacyjnym Linux, chociaż niektórzy wolą nazywać go GNU/Linux, gdyż projekt GNU stworzył bardzo wiele programów, które zwykle są instalowane wraz z jądrem Linux w ramach tzw. dystrybucji Linuksa. System operacyjny jest często mylony z samym jądrem, co prowadzi do nieprawdziwych wniosków, np. że Linus Torvalds pisze lub koordynuje inne części systemu poza jądrem.

## Wersje
Linus Torvalds nadal koordynuje wydawanie nowych wersji jądra, konsolidując poprawki napisane przez innych programistów i dodając własne zmiany. Wydania jądra z parzystym drugorzędnym numerem wersji należą do serii stabilnych wydań: 1.0.x, 1.2.x, 2.0.x, 2.2.x, 2.4.x, 2.6.x i 3.0.x; wydania z nieparzystym drugorzędnym numerem wersji, np. seria 2.5.x, nazywane są rozwojowymi i nie są zalecane do celów produkcyjnych. Podczas gdy Torvalds zajmuje się najnowszymi wersjami rozwojowymi, starszymi „stabilnymi” opiekują się inni programiści: David Weinehall (2.0), Alan Cox i później Marc-Christian Petersen (2.2), Marcelo Tosatti (2.4) oraz Andrew Morton (2.6). Poza powyższymi „oficjalnymi” wersjami można też znaleźć wiele innych źródeł pełnego drzewa jądra z nieoficjalnymi poprawkami. Dystrybutorzy systemów operacyjnych zwykle utrzymują własne wersje jądra, np. dodając sterowniki do urządzeń, które nie zostały z różnych powodów włączone do oficjalnego drzewa. Równoległe, nieoficjalne gałęzie, np. 2.4 Alana Coksa lub Andrei Arcangelego oznaczane są poprzez dodanie odpowiedniej końcówki: -ac dla jąder Alana Coksa, -aa dla jąder Andrei itd.
Po każdej serii stabilnej (a właściwie już w jej trakcie) rozpoczynana jest seria rozwojowa, w której jest miejsce na eksperymenty, przebudowy itd. Z tego powodu wersje rozwojowe nie nadają się do poważnego użytkowania, często nawet nie mogą zostać skompilowane. Po jakimś czasie seria rozwojowa „dojrzewa” i staje się pierwszą wersją nowej serii stabilnej, a poprzednia stabilna seria wchodzi w stan „spoczynku”, kiedy wprowadzane są praktycznie tylko poprawki bezpieczeństwa oraz z rzadka porty fragmentów kodu z nowszych serii (np. sterowników urządzeń).
Oznaczenie typu 2.4.18-rc1, to tzw. wydanie kandydujące (ang. release candidate), czyli „kandydat” do bycia nową wersją stabilną, o ile nie zostaną w nim znalezione poważniejsze błędy. Gdy ich nie ma, to (w teorii) nowa wersja rozwojowa nie będzie się niczym różniła (oprócz samej nazwy) od powstałej na jej podstawie wersji stabilnej. Jeśli się znajdą, zostają one poprawione, w wyniku czego powstaje nowa wersja „kandydująca” i cykl się powtarza. Wersje „-rc” pojawiają się z reguły już po kilku wersjach „-pre”. Do używania „wersji kandydujących” zobowiązał się obecny opiekun linii 2.4, Marcelo Tosatti.

### Zmiany w serii 2.6
W serii 2.6 Linus w porozumieniu z jej opiekunem, Andrew Mortonem, wprowadzają model nawet dużych, choć stopniowo wprowadzanych modyfikacji, jeszcze w ramach wersji stabilnej. Zmiany zaakceptowane przez Torvaldsa po okresie niezbędnych testów są włączane do głównej gałęzi nadzorowanej przez Mortona.
Ponieważ ten model pracy sprawdza się, jak dotąd nie uznali za konieczne utworzenia gałęzi 2.7. Argumentem na rzecz takiego trybu rozwoju jest fakt, że faktyczna stabilizacja jądra dla końcowych użytkowników od dłuższego czasu odbywa się i tak w ramach poszczególnych dystrybucji.
Od wersji 2.6.11 zaczęto wydawać wersje 2.6.11.x, zawierające mniejsze poprawki. Taki tryb pracy wprowadza na nowo stabilną wersję jądra dla użytkowników niezadowolonych z eksperymentalnego charakteru głównej linii rozwojowej.
W okresie gdy zmiany w kodzie jądra przechowywane były w repozytorium BitKeeper, na stronach projektu znaleźć można było również wersje oznaczane jako np. 2.6.11-rc1-bk8. Były to tak zwane snapshoty, zawierające kod wprowadzony w czasie, który minął od wydania wersji (w tym wypadku) 2.6.11-rc1. Tworzone były automatycznie w formie patchy, które można nałożyć na kod jądra.
Na początku roku 2005 ze względów licencyjnych został porzucony system kontroli wersji BitKeeper na rzecz napisanego przez Linusa Git. Od tego czasu snapshoty mają przyrostek „-git” (zamiast „-bk”). Snapshoty obecnie są wykonywane dwa razy dziennie (o godzinie siódmej i dziewiętnastej).
Wprowadzona 18 czerwca 2005 wersja 2.6.12 przyniosła obsługę iSCSI. W następnej wersji zaimplementowano system inotify.
Dla wersji 2.6.16 z 2006 ogłoszono długoterminowe wsparcie ze strony Adriana Bunka.
Pierwsza wydana w 2007 roku i dłużej oczekiwana „pełna” wersja – 2.6.20 – poświęcona została tropieniu i eliminacji błędów i stabilizacji jądra.
W przypadku wersji jądra 2.6.29 wydanej w 2009 roku, tymczasowo zmieniono logo Tuxa na Tuza w ramach akcji ratowania diabłów tasmańskich.
Ostatnim jądrem serii 2.6 było 2.6.39.

### Seria 3.0
Seria 3.0 została rozpoczęta oficjalnym wydaniem jądra 3.0.0 w dniu 22 lipca 2011. Zgodnie ze schematem nazewnictwa jest to kontynuacja stabilnej gałęzi 2.6.x, a przyczyną zmiany numeracji przez Linusa jest uproszczenie, gdyż, jak sam przyznał, gubi się w liczbach.
Zmiana z 2.6 na 3.0 sama w sobie nie niesie przełomowych zmian, których można by się spodziewać z takiego skoku wersji i zawiera przewidywalną ilość zmian i nowości.

### Wydania stabilne
- wersja 1.0 (14 marca 1994) działała tylko na jednoprocesorowych komputerach i386. Znalazła się w nim implementacja protokołów internetowych zapożyczona z systemu BSD, dołączono też nowy system plików ext, który usuwał wiele niedogodności z systemu plików Minix.
- wersja 1.2 (6 marca 1995) dodała obsługę dla architektur Alpha, SPARC i MIPS. Dodano możliwość korzystania z nowej szyny PCI oraz zwiększono liczbę obsługiwanych urządzeń.
- wersja 2.0 (8 czerwca 1996) dodała obsługę więcej niż jednego procesora (SMP), jednak brakowało w nim obsługi wielobieżności. Wprowadzono obsługę platformy m68k. Znacząco zwiększono też wydajność stosu TCP/IP, wprowadzono obsługę protokołów Appletalk, amatorskich sieci radiowych AX.25 oraz standardu ISDN. Dodano także możliwość montowania sieciowych systemów plików NetWare oraz SMB.
- wersja 2.2 (25 stycznia 1999) przynosi obsługę kolejnych architektur sprzętowych (ARM, IBM S/390 oraz Sparc64). Przepisano też obsługę protokołu TCP/IP oraz wprowadzono możliwość zaawansowanego trasowania.
- wersja 2.4 (4 stycznia 2001) obsługuje ISA Plug-And-Play, architekturę HP PA-RISC, USB i PC Card. Usunięto ograniczenia poprzednich wersji systemu: pojawiła się pełna 64-bitowość i rozmiar pliku > 2 GB. Ulepszono obsługę szybkich dysków ATA66 i SCSI, obsługa złączy FireWire oraz kamer cyfrowych. Dodano możliwość korzystania z DevFS i XFS. Do jądra wprowadzono także prosty serwer HTTP (kHTTPd) oraz obsługę LVM. Później dodano również obsługę procesorów o ograniczonym zestawie rozkazów ETRAX CRIS firmy Axis Communications i systemu plików InterMezzo.
- wersja 2.6 (17 grudnia 2003)
  - Integracja uClinux (dla mikrokontrolerów),
  - Obsługa procesorów: H8/300 firmy Hitachi, v850 firmy NEC,
  - NUMA,
  - Obsługa architektury NCR Voyager,
  - Obsługa technologii hiperwątkowania firmy Intel i PAE (ang. Physical Address Extension),
  - System plików XFS firmy SGI,
  - Ulepszona obsługa APIC,
  - Zmieniony algorytm szeregowania (Ingo Molnar),
  - Zwiększona maksymalna liczba użytkowników i grup z 65000 do ponad 4 miliardów,
  - Zwiększony maksymalny identyfikator procesu (PID) z 32000 do 1 miliarda,
  - Zwiększony limit numerów urządzeń: główny (ang. major) z 255 do 4095, dodatkowy (ang. minor) z 255 do ponad miliona,
  - Ulepszona obsługa architektur 64-bitowych i systemów plików o wielkości do 16 terabajtów na standardowym sprzęcie,
  - Krótszy czas reakcji dla zadań interaktywnych (jądro stało się w pełni możliwe do wywłaszczenia (ang. preemptible), przepisano też obsługę planowania operacji I/O),
  - Obsługa futeksów – nowej infrastruktury wątkowania umożliwiającej wykorzystanie biblioteki NPTL (ang. Native POSIX Threading Library),
  - Ulepszone ładowanie modułów,
  - System plików IBM JFS,
  - Wirtualny system plików sysfs,
  - Obsługa list kontroli dostępu, zgodnych ze specyfikacją POSIX,
  - Integracja User-mode Linux,
  - Obsługa protokołu IPsec,
  - Obsługa wspólnego API dla algorytmów kryptograficznych,
  - Usunięto kHTTPd, jako element zbędny.
- wersja 3.0 (22 lipca 2011)
  - Automatyczna defragmentacja, „scrubbing” – sprawdzanie integralności danych, poprawa wydajności tworzenia plików i katalogów
  - wywołanie systemowe sendmmsg() – grupowanie wywołań sendmsg()
  - Włącznie przez Linusa wsparcia XEN dom0
  - Cleancache
  - Berkeley Packet Filter just-in-time filtering
  - wsparcie dla Wake on WLAN
  - umożliwienie nieuprzywilejowanego wysyłania i odbierania komunikatów ICMP_ECHO messages – prototyp tej zmiany był opracowany w czasach jądra 2.4 – pozwala np. na stworzenie odpowiednika polecenia ping nie posiadającego setuid.
  - lepsza obsługa przestrzeni nazw w wywołaniu systemowym setns()
  - Alarm-timers – służące do wybudzania systemu z trybu suspend za pomocą RTC jak tylko wygaśnie najwcześniejszy alarm-timer.
- wersja 4.0 (29 kwietnia 2015)
  - Obsługa DisplayPort
  - Poprawiono zarządzanie wentylatorami
  - Poprawiono stabilność
- wersja 5.0 (3 marca 2019)
  - Optymalizacja dla słabszych i bardziej energooszczędnych maszyn
  - Obsługa szyfrowania Adiantum
  - Pełna obsługa AMD FreeSync

## Przenośność
Choć początkowo nie projektowany jako system przenośny, Linux należy obecnie do systemów dostępnych na bardzo szeroką gamę architektur (podobnie jak NetBSD), działając na zróżnicowanych systemach od iPAQa (palmtop) do IBM S/390 (wielki, bardzo drogi mainframe). Linux jest wykorzystywany na węzłach wejścia-wyjścia IBM Blue Gene, a jego architektura inspirowała twórców systemu obsługującego węzły obliczeniowe.
Warto też zauważyć, że wysiłki Linusa w zakresie przenośności zmierzały też w innym kierunku. Według niego, przenośność oznacza również łatwość skompilowania różnych aplikacji na danym systemie. W pewnej mierze wpłynęło to na popularność Linuksa, ponieważ nie wymagał on dużego wysiłku do skompilowania znanych programów objętych licencją GPL czy innych z dostępnym kodem źródłowym.
Linux działa obecnie na następujących architekturach sprzętowych:
- ARM
  - Acorn: Archimedes, A5000 i seria RiscPC
  - StrongARM, Intel X-Scale itp.
  - HP’s iPAQ
  - Nintendo DS
- Axis Communications CRIS
- Hewlett-Packard Alpha
- Hewlett-Packard PA-RISC
- Hitachi: SuperH (Sega Dreamcast), H8/300
- IBM S/390
- IBM zSeries Mainframe
- Intel 80386 i nowsze: IBM PC i kompatybilne z procesorami:
  - 80386, 80486 i odpowiednikami z AMD, Cyrix, TI i IBM
  - serii Pentium
  - AMD 5x86, K5, K6, Athlon (wszystkie wersje 32-bitowe), Duron;
  - AMD64: 64-bitowa technologia procesorów z AMD (wcześniej znana jako x86-64)
  - Cyrix 5x86, 6x86 (M1), 6x86MX i MediaGX (National/AMD Geode)
  - VIA Technologies VIA C3 i późniejsze
  - obsługa 8086, 8088, 80186, 80188 i 80286 jest dostępna jako osobny projekt (ELKS)
  - Microsoft Xbox (Pentium III)
- Intel IA-64
- MIPS
  - Silicon Graphics, Inc.
  - Cobalt Qube, Cobalt Raq
  - Sony PlayStation 2
  - DECstation
  - inne
- Motorola 68020 i późniejsze:
  - nowsze komputery Amiga: A1200, A2500, A3000, A4000
  - nowsze komputery Atari: Atari Falcon, Atari TT (i ich klony: Hades, Medusa, Milan)
  - Apple Macintosh II, LC, Quadra, Centris i wczesne wersje Performa
  - stacje robocze Sun Microsystems z serii „3” (eksperymentalne, używa Sun-3 MMU)
  - maszyny spoza Suna oparte na procesorze 68020 wymagają jednostki zarządzania pamięcią (PMMU) Motorola 68851
- NEC v850e
- Renesas M32R
- PowerPC i IBM POWER:
  - większość nowszych komputerów Apple (wszystkie z serii Power Macintosh z magistralą PCI, ograniczona obsługa starszych modeli z magistralą NuBus)
  - klony PCI Power Maca sprzedawane przez Power Computing, UMAX i Motorolę
  - Amiga rozbudowana z użyciem karty „Power-UP” (np. Blizzard czy CyberStorm)
  - IBM RS/6000, iSeries i pSeries
  - Pegasos I oraz II
  - kilka osadzonych (ang. embedded) platform PowerPC
- SPARC i UltraSparc: Sun seria „4”, SPARCstation/SPARCserver, Ultra, Blade i Fire, jak też klony zbudowane przez Tatunga i innych.
- CBEA (Sony PlayStation 3)

Dzięki wirtualnemu systemowi plików (ang. VFS) obsługuje blisko 50 systemów plików, m.in.:
- rodzime ext2, ext3 i ext4
- SGI XFS
- IBM JFS
- NFS
- SMB
- ReiserFS
- Reiser4
- FAT
- UFS – UFS2 tylko do odczytu
- NTFS
- Minix.